# Hunte-Ems-Kanal
Der Hunte-Ems-Kanal war eine künstliche Wasserstraße in Norddeutschland.

## Geschichte
Bereits im 18. Jahrhundert gab es Überlegungen für den Bau eines Kanals durch die oldenburgischen Moore, der die Ems mit der Hunte verbinden sollte. Hintergrund war das Interesse des Großherzogtums Oldenburg, die damals zu Oldenburg gehörenden Unterweserhäfen mit der Ems zu verbinden.

### Planung und Trassierung
Konkreter wurden die Pläne, als auch Oldenburg als kurzzeitiger Teil des französischen Kaiserreiches von der englischen Kontinentalsperre betroffen war. Zur Umgehung dieser Blockade sollte außerhalb der englischen Einflusszone eine Schifffahrtsverbindung des Baltikums mit dem Rhein hergestellt werden. So wurden etwa ab 1810 durch französische und holländische Ingenieure konkretere Planungs- und Vermessungsarbeiten der Kanaltrasse vorangetrieben. Dabei erkannte man auch, dass neben der Frachtschifffahrt die Entwässerung und Kultivierung der Moorgebiete zwischen Hunte und Ems eine große Wirtschaftlichkeit des damals „Hunte-Ems-Kanal“ genannten Projektes erwarten ließ.

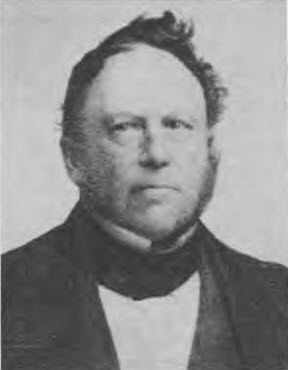
Johann Georg Amann, Vater des Hunte-Ems-Kanals

Nach dem Sturz Napoleons 1813 vergingen etwa 30 Jahre, bis durch Initiative von Georg Amann und dessen Schwager Johann Ludwig Mosle der Kanalbau wieder aktiv vorangetrieben wurde. Amann hatte als Amtmann Vorerfahrungen im Wasserbau und bereits 1826 anonym einen Vorschlag zu einem „Hunte-Ems-Kanal“ in den „Oldenburgischen Blättern“ veröffentlicht. 1844 griff die oldenburgische Schifffahrtskommission in Brake, der Amann angehörte, den Vorschlag auf und schlug der oldenburgischen Regierung in zwei Berichten den Bau des Kanals zur Schaffung eines Verkehrsweges einerseits und zur Entwässerung und damit Erschließung und Kolonisation der oldenburgischen Moore andererseits vor. Die Regierung lehnte diese Vorschläge allerdings erneut ab. Die Kombination der Verbesserung der Infrastruktur mit den Vorteilen der Lösung für das agrarisch geprägte Oldenburg gab aber schließlich doch den Ausschlag zur Verwirklichung des Planes. Johann Ludwig Mosle hielt im November 1844 basierend auf Amanns Ausarbeitungen einen vielbeachteten Vortrag im Gewerbe- und Handelsverein Oldenburgs über die Anlage des Kanals. Dies brachte den Durchbruch und der Gewerbe- und Handelsverein ließ daraufhin die technischen Voruntersuchungen und die Trassierungsplanung durchführen.
1846 wurde dazu der Westersteder „Vermessungskondukteur“ (= -techniker) Ino Hayen Fimmen beauftragt, eine Trassierung für einen Kanal vorzulegen (Voruntersuchungen des Bodens, Lage und Lauf von Flüssen). Der noch im selben Jahr vorgelegte Bericht befasste sich auch mit der Aufteilung des Moores in Kolonnate und seiner Nutzung.  Der Plan sah für den Kanal eine Linienführung von Oldenburg in westliche Richtung bis Kampe und dann in nordwestliche Richtung nach Barßel bis zur Sagter Ems (damalige Landesgrenze Oldenburg / Preußen) vor. Von hier bestand über die Leda eine Verbindung zur Ems.
Diese Trasse hatte eine Länge von 44,43 km. Geplant war eine Sohlbreite von 9 m, eine Wassertiefe von 1,50 m und eine Wasserspiegelbreite von 13,50 m. Das Gefälle zwischen Barßel und Oldenburg erforderte den Bau von neun Schleusen. Bis 1855 wurde die Kanalstrecke ausnivelliert. Entsprechend der Bauweise entwickelten sich im Kanalgebiet Siedlungen ausgehend von den beiden Endpunkten (Osterhausen und Oldenburg), die in der Mitte liegenden Moorkolonien Süddorf und Husbäke entstanden zuletzt (1920).

### Bau

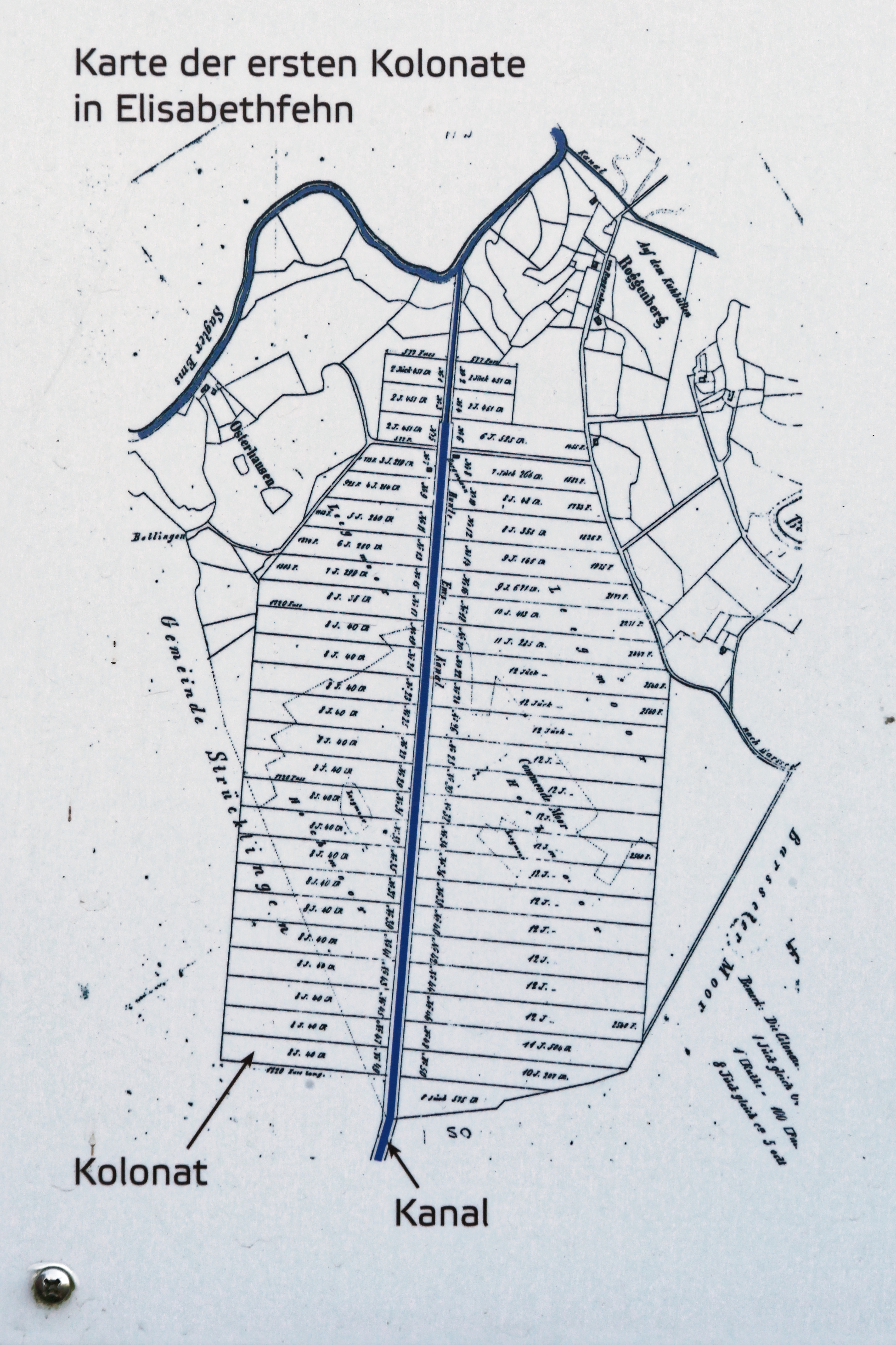
Verlauf des Hunte-Ems-Kanals in Elisabethfehn

Am 22. September 1855 begannen zeitgleich an beiden Kanalenden in Oldenburg und Barßel die eigentlichen Bauarbeiten. Dabei musste stellenweise Hochmoor mit Mächtigkeit von 30 Fuß (8,85 m) in Handarbeit durchstoßen werden. Um das Kanalbett einschließlich Wegen und Wegegräben auf Sanduntergrund ausführen zu können, musste man das Moor bis auf eine Breite von 30 m, stellenweise noch mehr, bis auf den Sand fortschaffen. Der gewonnene Sand fand Verwendung im Bau der beiderseitigen Kanalwege. Dies waren ursprünglich Treidelpfade, auf denen kleine Kähne mit Seilen am Ufer entlanggezogen werden konnten ("Treckschuten"). Erst nach 20 Jahren erleichterte maschineller Abbau durch das sogenannte „Hodge‘sche Torfschiff“ die Bauarbeiten. So dauerte es bis zum 1. Oktober 1893, bis der Durchstich bei Kampe beide Baustellen miteinander verband und der Kanal in seiner ganzen Länge hergestellt war.

### Wirtschaftlichkeit
Bereits früh zeigte speziell der Nord-Süd-Abschnitt des Hunte-Ems-Kanals durch geringe Abmessungen und zu viele Schleusen eine mangelnde Leistungsfähigkeit, die ihn auf 60-t-Schiffe (20 m Länge × 4,50 m Breite × 1,20 m Tiefgang) begrenzte. Damit genügte er bereits in der Zeit nach dem Ersten Weltkrieg nicht mehr den Anforderungen eines zeitgemäßen Transportweges. Ziel waren größere 600-t-Motorschiffe, wie sie auch auf dem Dortmund-Ems-Kanal und dem Mittellandkanal verkehrten. Nur in seiner Gleichrangigkeit mit diesen Großschifffahrtswegen würde ein Kanal dem Schiffsverkehr zwischen dem Ruhrgebiet und Bremen und den sich aus der Hochmoorkolonisation und torfwirtschaftlicher Nutzung entstandenen verkehrsmäßigen Ansprüchen gerecht werden. Daher verfolgte die Oldenburgische Landesregierung das Ziel, den bisherigen Hunte-Ems-Kanal zu verbreitern und durch Bau einer neuen, 29 km langen "Weststrecke" von der damaligen oldenburgisch/preußischen Landesgrenze über preußisches Gebiet bis zur Ems einen überregionalen Verkehrsweg zum Ruhr- und Rheingebiet zu entwickeln. Diese Trasse entspricht dem heutigen Küstenkanal.

## Elisabethfehnkanal
Der alte, 15 km lange Nord-Süd-Ast des Hunte-Ems-Kanals wurde 1935 für den Hauptdurchgangsverkehr außer Betrieb gesetzt und zu Ehren von Elisabeth von Sachsen-Altenburg, der Frau von Großherzog Peter II von Oldenburg, auf den Namen „Elisabethfehn-Kanal“ umbenannt. Heute ist er der letzte intakte und durchgängig befahrbare Fehnkanal Deutschlands. Mit vier handbetriebenen Holzschleusen und sechs Klappbrücken zeigt er noch heute das Aussehen des alten Hunte-Ems-Kanals. Für den Erhalt dieses Kulturdenkmals setzt sich der Verein „Bürgerinitiative Rettet den Elisabethfehnkanal“ ein. Eigentümer des Elisabethfehnkanals ist der Landkreis Cloppenburg.